# Arrondissement di Briey
L'arrondissement di Briey è una suddivisione amministrativa francese, situata nel dipartimento della Meurthe e Mosella e nella regione del Grand Est.

## Composizione
L'arrondissement di Briey raggruppa 130 comuni in 10 cantoni:
- cantone di Audun-le-Roman
- cantone di Briey
- cantone di Chambley-Bussières
- cantone di Conflans-en-Jarnisy
- cantone di Herserange
- cantone di Homécourt
- cantone di Longuyon
- cantone di Longwy
- cantone di Mont-Saint-Martin
- cantone di Villerupt